# Las Vegas Boulevard
Las Vegas Boulevard är en väg i Las Vegas (82,7 km) Den går igenom Las Vegas och den mest kända delen av vägen är Las Vegas Strip. Vägen går från  Primm i söder vid delstats gränsen mot Kalifornien till Apex norr om Las Vegas, vägen slutar vid Las Vegas Motor Speedway.
Den var tidigare del av huvudvägen mellan Salt Lake City och Los Angeles.Men 1957 byggdes Interstate 15 en modern motorväg som blev ny huvudväg.

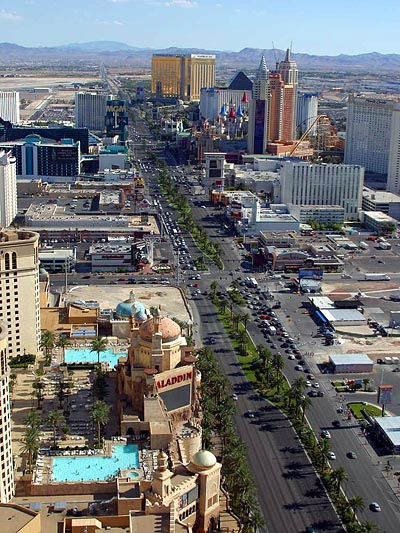
Den kända delen av Las Vegas Boulevard, populärt kallad The Strip..

Parallellt med vägen byggdes en järnväg som byggdes från båda håll. Platsen arbetslagen möttes på den 30 januari 1905 kallas "Last Spike". Järnvägen var viktigt för möjligheten att bygga Las Vegas mitt i öknen. Last Spike är ett historiskt minnesmärke. Las Vegas blir en del av järnvägsnätet (15 maj 1905).